# Terčino údolí

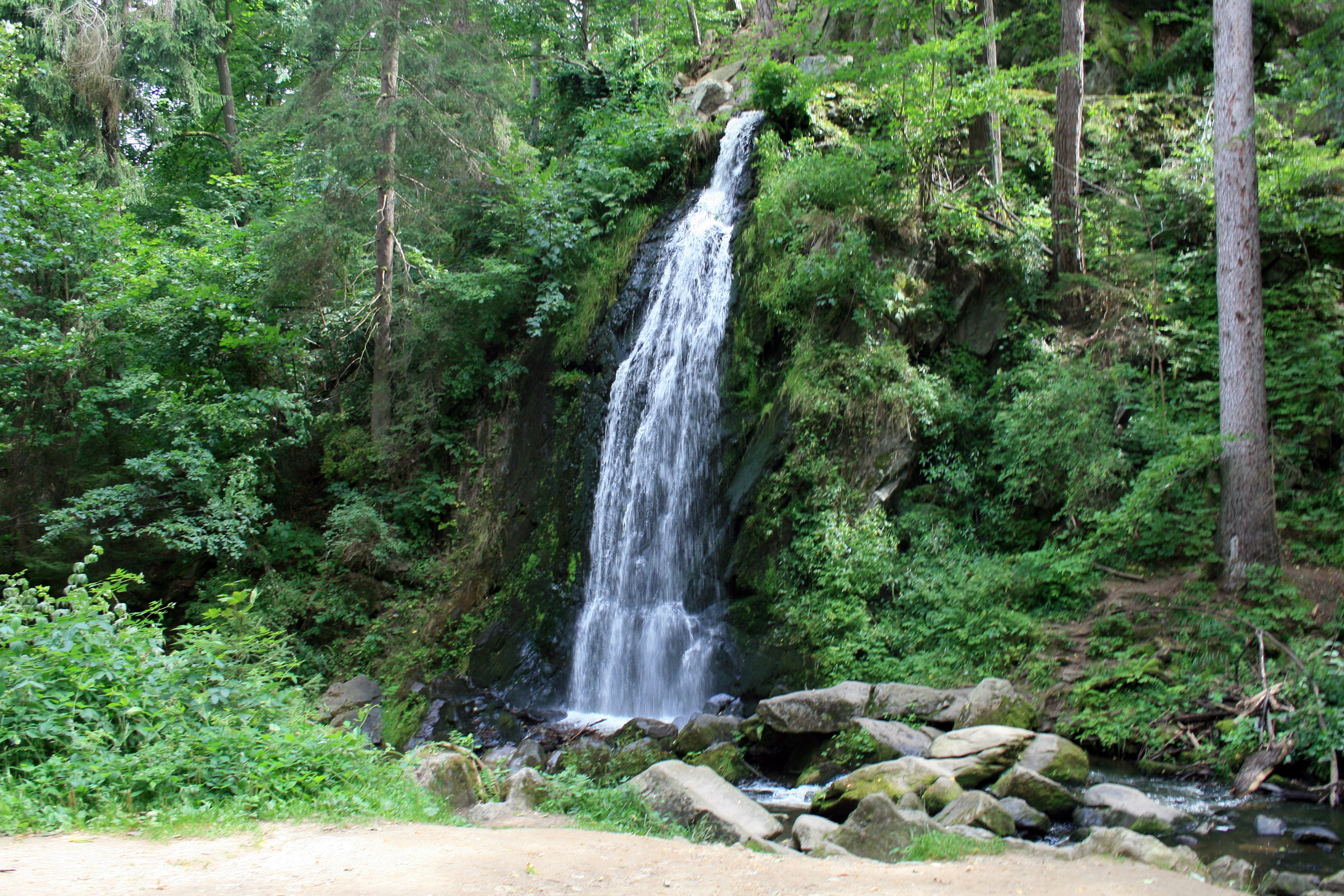
Künstlicher Wasserfall im Theresiental

Terčino údolí (auch: Tereziino oder Terezino údolí, deutsch: Theresiental) ist ein Landschaftspark im Tal des Flusses Strobnitz auf dem Kataster von Údolí (Niederthal) im Süden Tschechiens. Der Park wurde 1756 angelegt und im 19. Jahrhundert im Stil der Romantik ausgestaltet. In der Parklandschaft mischen sich heimische Pflanzenarten und ausgesetzte Exoten, die Gebäude sind denkmalgeschützt. Seit 1949 besaß das Theresiental den Status eines Naturreservats, das sich über Teile der Kataster von Údolí und Mýtiny (Kropfschlag) erstreckte; später wurde das Schutzgebiet verkleinert und zum nationalen Naturdenkmal erhoben.

## Geschichte
Der Park liegt im Tal der Strobnitz, 1 bis 3 Kilometer südwestlich der Stadt Nové Hrady entfernt. Der Grund gehörte der adligen Familie Buquoy, die hier zunächst 1667 ein Fasanengehege einrichtete. 1756 ließ der Graf und geheime kaiserliche Rat Johann Nepomuk von Buquoy auf Betreiben seiner Frau Theresia einen englischen Landschaftspark mit dem Namen Valloncherie anlegen. Die Arbeiten auf dem ursprünglich 68,8 Hektar großen Gelände leitete der Gärtner Ignác Fnoika. Die Gestaltung orientierte sich an den damals verbreiteten Ideen Jean-Jacques Rousseaus über die menschliche Gesellschaft und die Natur. Auf Grundlage dieser Ideen entstanden in jener Zeit in Böhmen auch andere ähnliche Parke, zum Beispiel in Krásný Dvůr, Veltrusy, Vlašim und im mährischen Lednice.
Noch zu Beginn des 20. Jahrhunderts war der Park relativ gut erhalten und gepflegt, wie aus der Beschreibung Antonín Cechners aus dem Jahr 1920 ersichtlich. 1915 und 1936 wurde er stark durch Hochwasser beschädigt. Seit 1949 ist das Gebiet als Nationales Naturdenkmal geschützt, die Bauwerke stehen unter Denkmalschutz. Dennoch wurde das Theresiental in der Zeit des Sozialismus nur ungenügend und mit oftmals problematischen Methoden instand gehalten. Manche Bauten wurden erst in den letzten Jahren restauriert, die kleineren architektonischen Elemente sind zum Teil vollkommen untergegangen. Erst ein in den 1980er Jahren angelegtes Rückhaltebecken am Rand des Tals schützt das Gelände vor Hochwassern.
Der Park trägt heute den Namen seiner Gründerin Theresia von Buquoy. Seine aktuelle Größe beträgt 138,3 Hektar. Das Gelände ist öffentlich zugänglich. Seit 2007 informiert ein etwa sieben Kilometer langer Lehrpfad mit 12 Stationen über Natur und Geschichte des Theresientals.

## Architektur

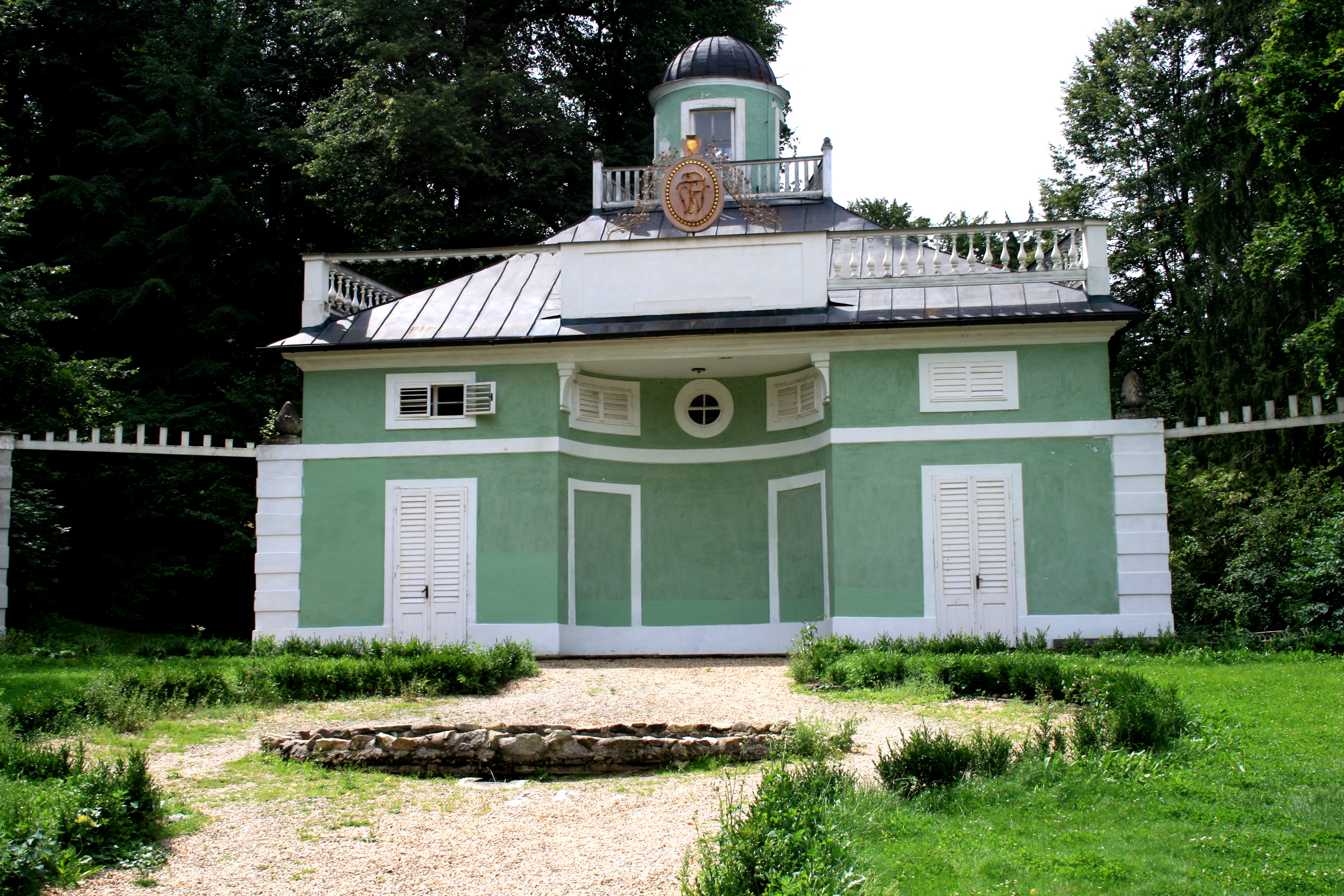
Das Badehaus im Empire-Stil

Vor der Anlage des Parks standen auf dem Gelände lediglich zwei Gebäude: Die gotische Burgfeste Cuknštejn und die Mühle Hamerský mlýn. Die Feste gehörte seit 1620 den Buquoys und wurde in die Landschaftskomposition einbezogen. Nach dem Zweiten Weltkrieg sollte sie als Gewerkschafts-Erholungsheim fungieren, erfüllte diese Funktion aber nie, da sie zu nahe am Eisernen Vorhang lag – die österreichische Grenze ist nur knappe vier Kilometer entfernt. 2000 ist das verfallene Bauwerk in Privatbesitz übergegangen und wird seitdem restauriert. Es soll ein Kulturzentrum und Ausstellungsraum werden. Die Mühle wurde 1860 von den Buquoys im neugotischen Stil umgestaltet. Sie war noch 1930 im Betrieb. Heute ist sie eine Pension.
Die Besitzer statteten den Park mit einer Reihe weiterer Bauwerke aus. Bis heute betritt man den Park durch das 1797 erbaute Eingangstor. In den Jahren 1788–1797 entstand das Badehaus im Empire-Stil, der Wenzelbau (später Neugebau, tschechisch Lázničky). Ursprünglich beherbergte es neben zwei Seitenflügeln mit Wirtschaftsräumen einen Salon, ein Kabinett, Küche und Toiletten sowie das Bad selbst, das im Stil einer Tropfsteinhöhle eingerichtet war. Nach dem Zweiten Weltkrieg diente es als Kindererholungsheim, heute ist es Festsaal und Restaurant. 1803 wurde das Blaue Haus (Modrý dům) errichtet, ebenfalls ein Empire-Bau, in dem die Gräfin bis 1817 die Sommerfrische verbrachte und Musikabende veranstaltete. Beschädigt bei Überschwemmungen in den Jahren 1915 und 1936, wurde es nicht wieder aufgebaut und ist seitdem eine Ruine. Die Schweizer Baude von 1852, die einen Panorama-Blick auf Nové Hrady gewährt, wird als eine weitere Pension genutzt.
Die Landschaftskomposition ergänzten weitere architektonische Objekte wie Pavillons und kleine „Denkmäler“, die mit Versen auf die Freundschaft geschmückt waren. Typische Elemente für die Landschaftsarchitektur des Theresientals sind das Wasser und das Weiß. Sechs weiße Brücken überqueren die Strobnitz, dazu kommen zwei weitere in Naturfarben. An dem kleinen Fluss wurden mehrere Teiche und 1817 ein künstlicher, 10 Meter hoher Wasserfall angelegt, eine der bekanntesten Attraktionen des Tals.

## Landschaft

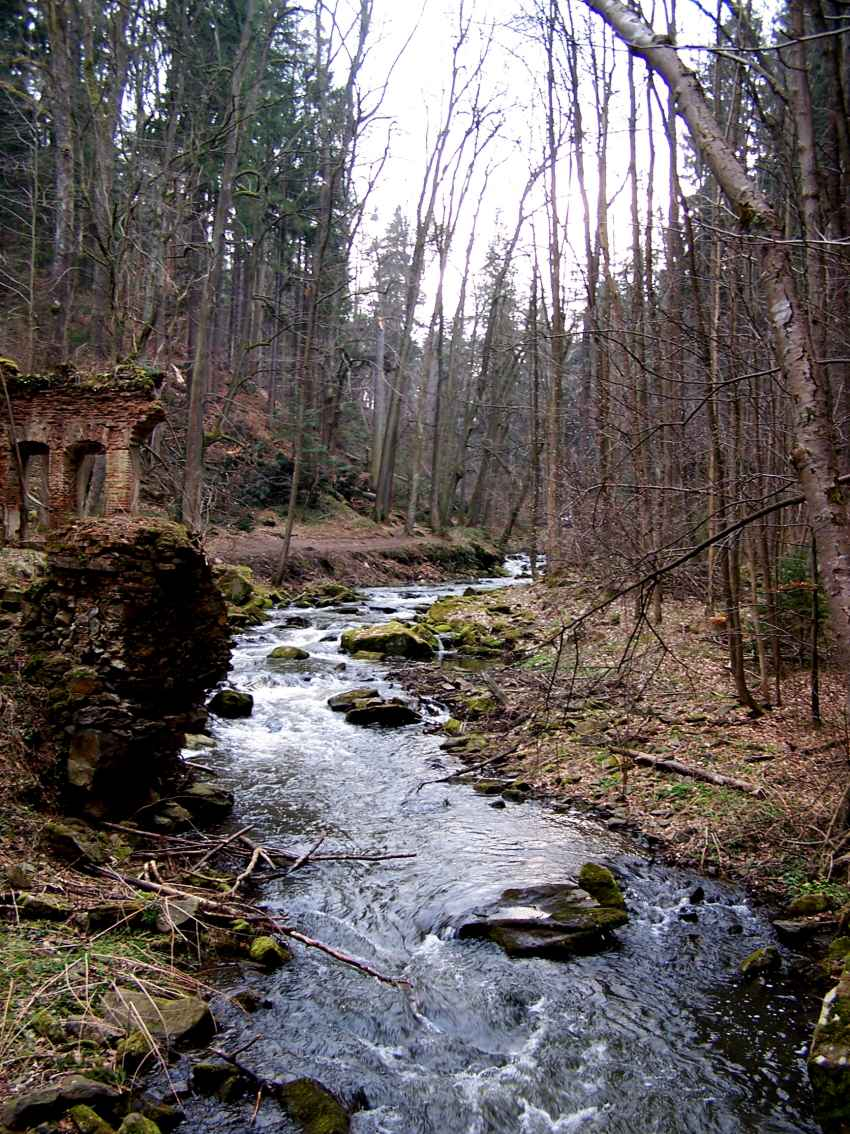
Das Flüsschen Strobnitz bei der Ruine des Blauen Hauses

Das Theresiental ist zwischen dem Gratzener Bergland und dem Wittingauer Becken gelegen, in einer Höhe von 490 bis 550 m n.m. Ab dem Wasserfall fließt die Strobnitz durch eine tief eingeschnittene felsige Schlucht, ansonsten ist das Gelände eher flach. Der Untergrund besteht aus biotitischem Orthogneis und Muskovit. Nur kleinere Felsformationen treten an die Erdoberfläche. Die Aue ist mit sandigen Tonsedimenten gefüllt. Bei den Böden überwiegen Braunerden und Gley.
Im Wald mischen sich heimische und exotische Arten. Die wichtigsten einheimischen Bäume sind Waldkiefer, Fichte, Rotbuche, Schwarz-Erle, Bergahorn, Bergulme, Stieleiche, Lärche und Linden. Viele Eichen sind älter als der Park. Das älteste Exemplar, eine Sommereiche, hat einen Umfang von 730 cm und ist etwa 500 Jahre alt. Daneben wurde der Park auch mit exotischen Gehölzen besetzt. Beim Blauen Haus sind einige über 15 Meter hohe Scheinzypressen und der unübersehbare Solitär einer Platane erhalten, daneben finden sich Weymouth-Kiefern und Douglasien, Rosskastanien, Kupfer-Felsenbirnen und Roteichen. In der Krautschicht überwiegen gängige Arten wie Haar-Hainsimse, Heidelbeere, Wald-Habichtskraut und Buschwindröschen. Auf den Felshängen haben sich Wald-Bingelkraut, Wald-Geißbart und Hasenlattich angesiedelt. Von den Tierarten sind die Käfer, Schmetterlinge und Vögel erwähnenswert: Der Eremit lebt in alten Linden und Eichen, vertreten sind auch der Schwarze Bergbock und der Trauer-Rosenkäfer. Von den Schmetterlingen leben hier der Kleine und der Große Schillerfalter und von den Vögeln Hohltaube, Pirol, Mittelspecht, Grauschnäpper, Trauerschnäpper und Halsbandschnäpper. Die Wasseramsel findet sich häufig an der Strobnitz. Sie ist der einzige heimische Singvogel, der seine Nahrung unter der Wasseroberfläche sucht.
Die Offenflächen sind als Pfeifengras-Feuchtwiesen und Kratzdistel-Staudenfluren ausgebildet. Gängige Arten sind Breitblättriges Knabenkraut, Wald-Läusekraut, Kuckucks-Lichtnelke, Schlangen-Knöterich, Gewöhnlicher Teufelsabbiss und Großer Wiesenknopf. Vereinzelt finden sich Arnika-Staudenfluren. An Schmetterlingen leben hier der Helle Wiesenknopf-Ameisenbläuling, der Wegerich-Scheckenfalter und der Schwalbenschwanz, an Vögeln Gartengrasmücke, Gartenrotschwanz, Star und Gelbspötter und an Säugetieren Feldmaus, Erdmaus, Kurzohrmaus, Waldmaus, Waldspitzmaus und Zwergspitzmaus.
Der Park ist heute etwa zur Hälfte bewaldet, auch viele ehemals als Offenflächen angelegte Partien sind mittlerweile von Bäumen besetzt. Der Wald wird intensiver bearbeitet als in vielen anderen Schutzgebieten: Totholz wird abgeräumt, die Ausbreitung exotischer Gehölze nicht behindert und der Schutzplan sieht vor, die Waldflächen wieder zu reduzieren und ehemalige Sichtachsen freizulegen. Das Management des Schutzgebietes versucht so, den Erfordernissen eines Landschaftsparks Rechnung zu tragen.